# Cordillera del Imperio Británico

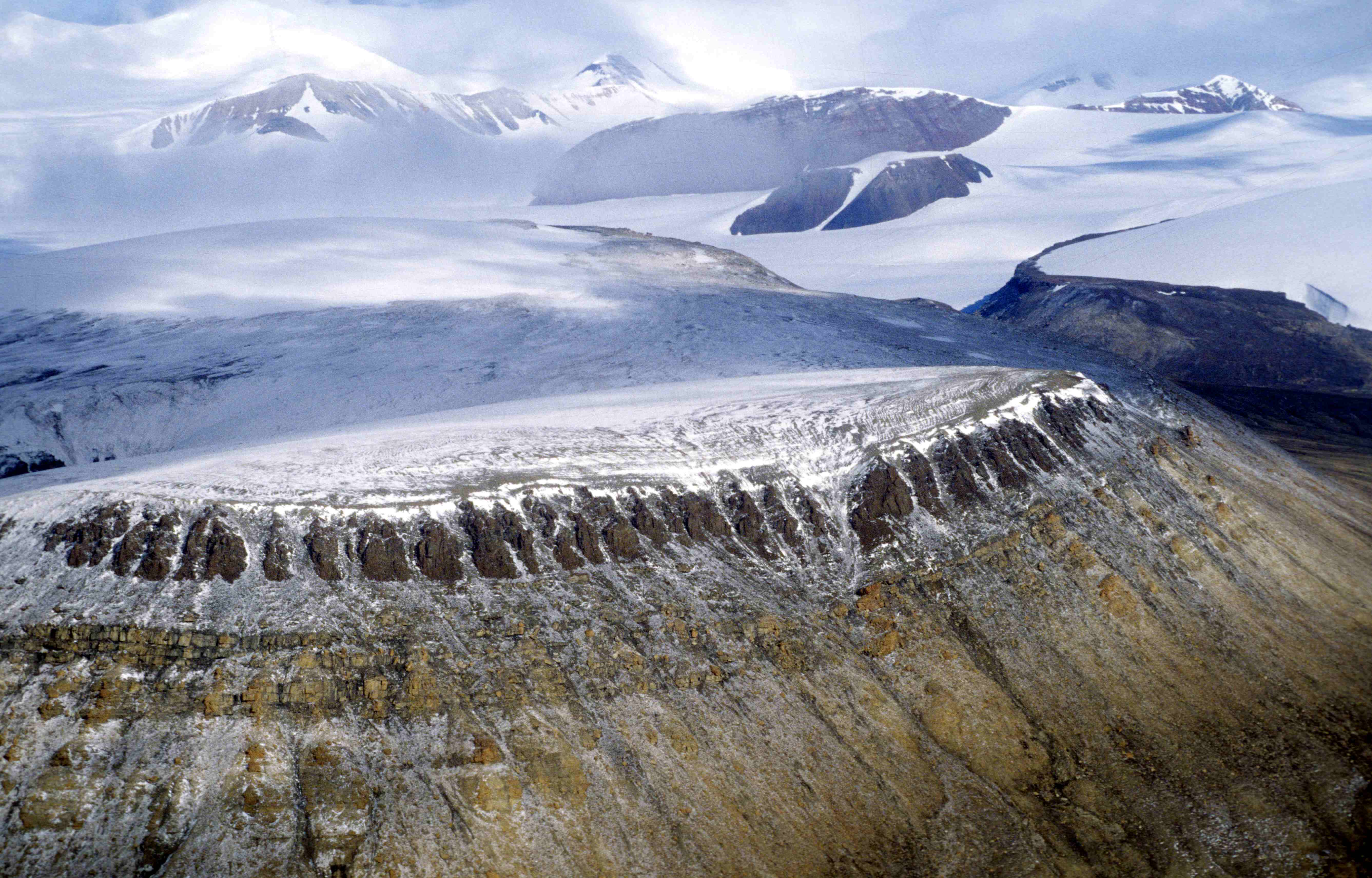
Cordillera del Imperio Británico, al norte del fiordo de Tanquary.

La Cordillera del Imperio Británico (British Empire Range en inglés) es una cadena montañosa en la isla de Ellesmere en Nunavut, Canadá. La cordillera es una de las más septentrionales del mundo y la Cordillera Ártica, sólo superado por las montañas Challenger que se encuentra al noroeste y la Cordillera de los Estados Unidos. un poco más al este. La montaña más alta de la cordillera es el pico Barbeau.
La cordillera fue nombrado por Gordon Noel Humphreys durante la expedición de la Universidad de Oxford en Tierra de Ellesmere. Edward Shackleton, también miembro de la partida, afirmó, en 1937, que Humphreys había hecho esto porque él era "un gran imperialista".